# レジェンド・オブ・パイレーツ 海賊島の秘宝
『レジェンド・オブ・パイレーツ 海賊島の秘宝』（Pirates）は、2005年のレズビアン・ポルノ・アクション映画。監督はジョーン。ジェシー・ジェーン、カルメン・ルヴァーナ、ジャニーン・リンデマルダー主演。

## 概要
『パイレーツ・オブ・カリビアン/呪われた海賊たち』のパロディである。アメリカでは2005年9月26日にDVD発売され、日本では2006年11月3日に発売された。デジタル・プレイグラウンド、アダム&イブ製作。オリジナルの尺は129分あるが、MTIから2006年7月11日に発売されたセックスシーンを削ったRレートの80分のバージョンがあり、日本の発売されたものはこちらである。2005年のAVN賞で11部門を受賞した。2008年に続編『パイレーツ・オブ・アイランド』が作られた。

## キャスト
- ジュール：ジェシー・ジェーン
- イザベラ：カルメン・ルヴァーナ
- セレナ：ジャニーン
- マデリーン：デヴォン
- クリスティーナ：ティーガン・プレスリー
- エヴァン・ストーン
- トミー・ガン